# Sport Lisboa e Benfica 1972-1973
La pagina raccoglie i dati riguardanti il Benfica nelle competizioni ufficiali della stagione 1972-1973.

## Stagione
Senza stravolgere in maniera significativa la rosa della squadra, il Benfica si confermò campione del Portogallo per il terzo anno consecutivo, andando a vincere un campionato dominato sotto ogni aspetto: grazie a delle ampie vittorie nelle prime gare (tra cui il 6-0 al Leixões alla prima giornata e il 9-0 al Beira-Mar alla terza) la squadra si portò immediatamente in testa condividendo inizialmente la vetta con lo Sporting Lisbona. Ottenuto il primato solitario dopo la vittoria nello scontro diretto della sesta giornata, il Benfica iniziò una poderosa cavalcata il cui bilancio finale vedeva 58 punti guadagnati su 60 totali (con gli unici due punti persi tramite altrettanti pareggi esterni), titolo conquistato con sei gare di anticipo e distacco sulla seconda di diciotto punti.
Dalle coppe il Benfica fu eliminato agli ottavi di finale: nel torneo nazionale fu estromessa a causa di un 2-0 subìto per mano del Leixões mentre in Coppa dei Campioni, dopo aver eliminato il Malmö FF con una rimonta nella gara di ritorno, fu messo fuori dai giochi da un 3-0 inflitto dai campioni d'Inghilterra del Derby County.

## Maglie e sponsor
Come divisa viene utilizzata la consueta maglia rossa con girocollo e bordi bianchi, calzoncini bianchi e calzettoni rossi. Sul petto compare inoltre lo stemma del Portogallo, utilizzato per identificare la squadra detentrice del campionato.
| Manica sinistra · Manica sinistra · Maglietta · Maglietta · Manica destra · Manica destra · Pantaloncini · Calzettoni |

## Rosa
| N. |                       | Ruolo | Calciatore          |
| -- | --------------------- | ----- | ------------------- |
|    | Portogallo (bandiera) | P     | José Henrique       |
|    | Portogallo (bandiera) | P     | António Fidalgo     |
|    | Portogallo (bandiera) | P     | Manuel Bento        |
|    | Portogallo (bandiera) | D     | António José Bastos |
|    | Portogallo (bandiera) | D     | Artur Correia       |
|    | Portogallo (bandiera) | D     | Rui Rodrigues       |
|    | Portogallo (bandiera) | D     | Humberto Coelho     |
|    | Portogallo (bandiera) | D     | Adolfo Calisto      |
|    | Portogallo (bandiera) | D     | Malta da Silva      |
|    | Portogallo (bandiera) | D     | Messias Timula      |
|    | Portogallo (bandiera) | C     | Augusto Matine      |
|    | Portogallo (bandiera) | C     | Toni                |

| N. |                       | Ruolo | Calciatore       |  |
| -- | --------------------- | ----- | ---------------- |  |
|    | Portogallo (bandiera) | C     | Vítor Martines   |  |
|    | Portogallo (bandiera) | C     | António Simões   |  |
|    | Portogallo (bandiera) | C     | Jaime Graça      |  |
|    | Portogallo (bandiera) | C     | Shéu Han         |  |
|    | Portogallo (bandiera) | C     | Nelinho          |  |
|    | Portogallo (bandiera) | C     | Diamantino Costa |  |
|    | Portogallo (bandiera) | A     | Norton de Matos  |  |
|    | Portogallo (bandiera) | A     | Vítor Baptista   |  |
|    | Portogallo (bandiera) | A     | Nené             |  |
|    | Portogallo (bandiera) | A     | Rui Jordão       |  |
|    | Portogallo (bandiera) | A     | Artur Jorge      |  |
|    | Portogallo (bandiera) | A     | Eusébio          |  |

## Risultati

### Coppa dei Campioni
| Malmö 13 settembre 1972 | Malmö FF | 1 – 0 | Benfica |  |

| Lisbona 24 settembre 1972 | Benfica | 4 – 1 | Malmö FF |  |

| Derby 25 ottobre 1972 | Derby County | 3 – 0 | Benfica |  |

| Lisbona 8 novembre 1972 | Benfica | 0 – 0 | Derby County |  |

## Statistiche

### Statistiche di squadra
| Competizione         | Punti | Totale | Totale | Totale | Totale | Totale | Totale | D.R. |
| Competizione         | Punti | G      | V      | N      | P      | Gf     | Gs     | D.R. |
| -------------------- | ----- | ------ | ------ | ------ | ------ | ------ | ------ | ---- |
| Primeira Divisão     | 58    | 30     | 28     | 2      | 0      | 101    | 13     | +88  |
| Coppa del Portogallo | -     | 2      | 1      | 0      | 1      | 4      | 4      |      |
| Coppa dei Campioni   | -     | 4      | 1      | 1      | 3      | 4      | 5      |      |
| Totale               |       | 36     | 30     | 3      | 4      | 109    | 22     | -    |

### Statistiche dei giocatori
| Giocatore    | Primeira Divisão | Primeira Divisão | Primeira Divisão | Primeira Divisão | Taça de Portugal | Taça de Portugal | Taça de Portugal | Taça de Portugal | Totale   | Totale | Totale      | Totale     |
| Giocatore    | Presenze         | Reti             | Ammonizioni      | Espulsioni       | Presenze         | Reti             | Ammonizioni      | Espulsioni       | Presenze | Reti   | Ammonizioni | Espulsioni |
| ------------ | ---------------- | ---------------- | ---------------- | ---------------- | ---------------- | ---------------- | ---------------- | ---------------- | -------- | ------ | ----------- | ---------- |
| V. Baptista  | 14               | 6                | ?                | ?                | ?                | ?                | ?                | ?                | 14+      | 6+     | ?           | ?          |
| A. Bastos    | 1                | 0                | ?                | ?                | ?                | ?                | ?                | ?                | 1+       | 0+     | ?           | ?          |
| M. Bento     | 1                | -?               | ?                | ?                | ?                | ?                | ?                | ?                | 1+       | 0+     | ?           | ?          |
| A. Calisto   | 29               | 2                | ?                | ?                | ?                | ?                | ?                | ?                | 29+      | 2+     | ?           | ?          |
| H. Coelho    | 27               | 7                | ?                | ?                | ?                | ?                | ?                | ?                | 27+      | 7+     | ?           | ?          |
| A. Correia   | 8                | 0                | ?                | ?                | ?                | ?                | ?                | ?                | 8+       | 0+     | ?           | ?          |
| D. Costa     | 4                | 0                | ?                | ?                | ?                | ?                | ?                | ?                | 4+       | 0+     | ?           | ?          |
| M. da Silva  | 25               | 0                | ?                | ?                | ?                | ?                | ?                | ?                | 25+      | 0+     | ?           | ?          |
| Eusébio      | 28               | 40               | ?                | ?                | ?                | ?                | ?                | ?                | 28+      | 40+    | ?           | ?          |
| J. Graça     | 16               | 3                | ?                | ?                | ?                | ?                | ?                | ?                | 16+      | 3+     | ?           | ?          |
| J. Henrique  | 30               | -?               | ?                | ?                | ?                | ?                | ?                | ?                | 30+      | 0+     | ?           | ?          |
| R. Jordão    | 10               | 5                | ?                | ?                | ?                | ?                | ?                | ?                | 10+      | 5+     | ?           | ?          |
| A. Jorge     | 15               | 11               | ?                | ?                | ?                | ?                | ?                | ?                | 15+      | 11+    | ?           | ?          |
| V. Martins   | 22               | 4                | ?                | ?                | ?                | ?                | ?                | ?                | 22+      | 4+     | ?           | ?          |
| A. Matine    | 8                | 0                | ?                | ?                | ?                | ?                | ?                | ?                | 8+       | 0+     | ?           | ?          |
| Nené         | 28               | 12               | ?                | ?                | ?                | ?                | ?                | ?                | 28+      | 12+    | ?           | ?          |
| Nelinho      | 4                | 1                | ?                | ?                | ?                | ?                | ?                | ?                | 4+       | 1+     | ?           | ?          |
| R. Rodrigues | 16               | 0                | ?                | ?                | ?                | ?                | ?                | ?                | 16+      | 0+     | ?           | ?          |
| Shéu         | 1                | 0                | ?                | ?                | ?                | ?                | ?                | ?                | 1+       | 0+     | ?           | ?          |
| A. Simões    | 29               | 5                | ?                | ?                | ?                | ?                | ?                | ?                | 29+      | 5+     | ?           | ?          |
| M. Timula    | 16               | 0                | ?                | ?                | ?                | ?                | ?                | ?                | 16+      | 0+     | ?           | ?          |
| Toni         | 28               | 3                | ?                | ?                | ?                | ?                | ?                | ?                | 28+      | 3+     | ?           | ?          |